# Stretton (South Staffordshire)
Stretton – wieś w Anglii, w Staffordshire. Leży 12,4 km od miasta Stafford, 34,1 km od miasta Stoke-on-Trent i 194,5 km od Londynu. W 1961 roku civil parish liczyła 176 mieszkańców. Stretton jest wspomniana w Domesday Book (1086) jako Estretone.